# Real Feria de Agosto (Antequera)
La Real Feria de Agosto es un acontecimiento festivo en la ciudad malagueña de Antequera, (España) declarada Fiesta de Interés Turístico de Andalucía.

## Historia

### sigloXVIII
Desde 1748, a petición del Concejo antequerano, Fernando VI le otorgaría a la ciudad de Antequera el privilegio de celebrar la feria durante diez años. Pero en 1740 aparecieron algunos problemas por parte del Concejo, que tardaron en solucionarse ocho años, hasta 1748. A partir de entonces la feria comenzó a ser una fiesta más en el calendario de festejos de la localidad, comenzando a celebrarse diferentes actividades, como las corridas de toros.

### sigloXIX
Durante este siglo, la feria pierde su contenido mercantil y se va ampliando su perfil lúdico. Durante esta época se inaugura la nueva plaza de toros, en la que el Cabildo empezará a formar parte de éstos festejos. Será en el 1875 cuando esta feria se empiece a conocer como una de las fiestas más importantes en la época de la Restauración, por la animación de sus festejos y también por su importante feria de ganado.

### sigloXX
Durante la Guerra Civil dejó de celebrarse este festejo hasta que en 1939 volviera a celebrarse.
Será en los años 60 y 70 cuando la fiesta comience a tener el auge de sus primeros años.

## Actividades

### Pregón
Unos días antes de que empiece la Feria se realiza el pregón, siempre a cargo de un personaje ilustre de la localidad, en el Palacio de los Remedios. También se celebra varios días antes la Romería del Señor de la Verónica, que se inicia todos los días con una misa rociera en la Plaza de Toros.

### Día y noche
Por la mañana la gente acude a los locales de las respectivas agrupaciones situadas en el casco urbano. Por la tarde, se realizan las corridas de toros en la Plaza de Toros. Por la noche, la fiesta se traslada a las casetas, las atracciones y las actuaciones en el Recinto Ferial.

### Inauguración y despedida
La Feria de Agosto se inaugura cuando empieza se enciende el alumbrado del portal del Recinto Ferial. A partir de entonces la feria comenzó a ser una fiesta más en el calendario de festejos de la localidad, comenzando a celebrarse diferentes actividades, como las corridas de toros. y con el espectáculo de fuegos artificiales.
Para finalizar, también se produce un espectáculo de Fuegos artificiales en la medianoche.